# Gedenken an den Flugzeugabschuss über Meckelfeld

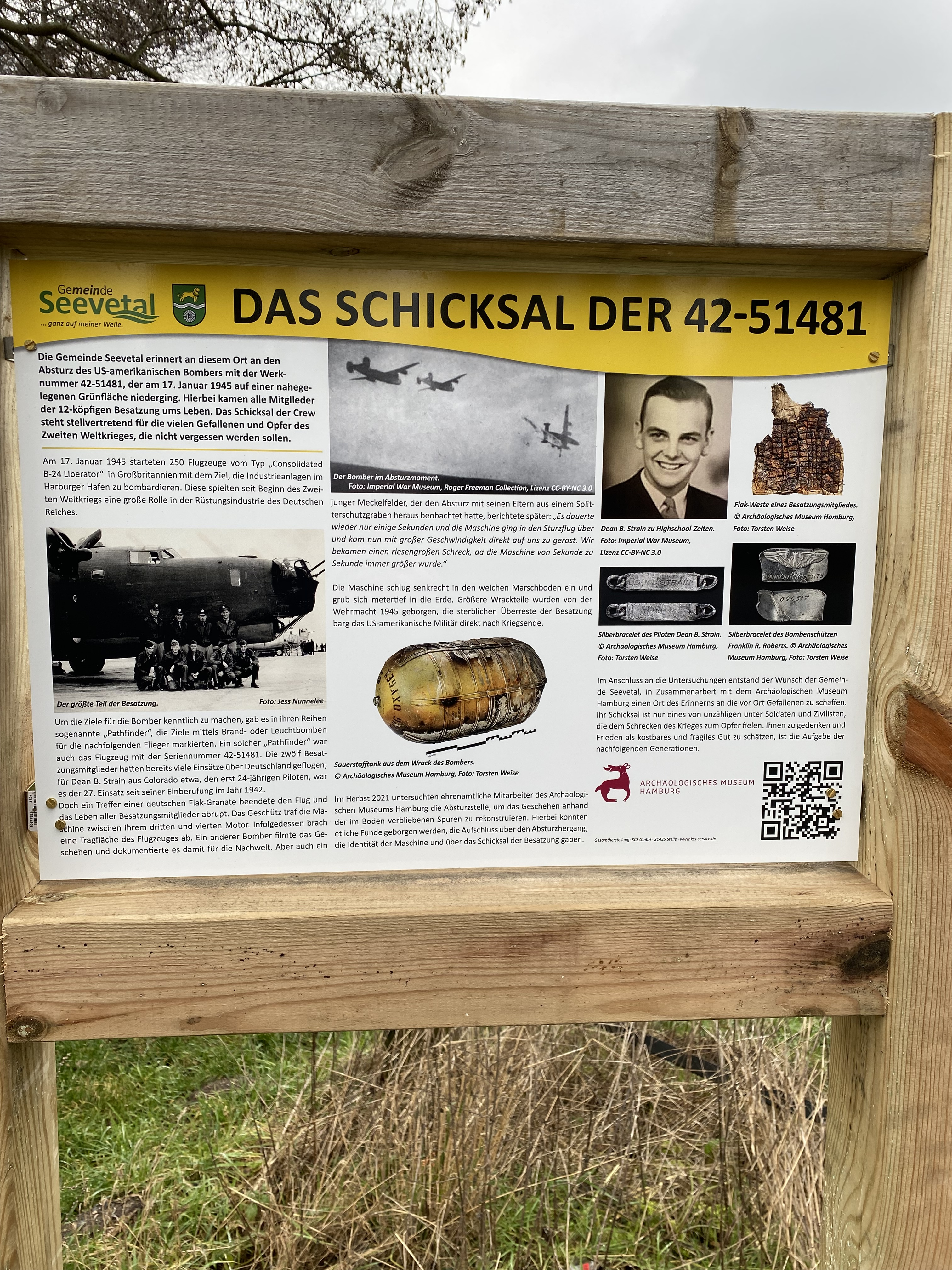
Gedenktafel zum Flugzeugabschuss am Wegesrand nahe der Absturzstelle

Zum Gedenken an den Flugzeugabschuss über Meckelfeld wurde im Jahr 2023 in Meckelfeld  in Niedersachsen eine Gedenktafel aufgestellt. Sie erinnert an den Absturz eines Bombers vom Typ B-24 „Liberator“ der United States Army Air Forces während des Zweiten Weltkriegs. Das Flugzeug schlug nach einem Treffer durch deutschen Flakbeschuss bei Meckelfeld auf dem Boden auf, wobei die Besatzung ums Leben kam.

## Ereignis
Am 17. Januar 1945 startete in England der Bomber des Typs B-24J-5 mit der Seriennummer 42-51481 mit rund 250 weiteren B-24 Bombern. Angriffsziel waren Industrieanlagen im Harburger Hafen, die für die deutsche Rüstungsindustrie bedeutsam waren. Der Bomber war ein sogenannter Pathfinder, der Angriffsziele mit Brand- oder Leuchtbomben für die nachfolgenden Flugzeuge markierte. Er erhielt beim Angriff einen Treffer durch deutschen Flakbeschuss, infolge dessen eine Tragfläche abbrach. Filmaufnahmen vom getroffenen Flugzeug ohne Tragfläche, aufgenommen durch die Besatzung eines anderen Bombers, sind überliefert und befinden sich im Imperial War Museum in London. Der Bomber stürzte in den weichen Marschboden bei Meckelfeld, in den er sich metertief eingrub. Dabei fanden alle 12 Besatzungsmitglieder den Tod.

## Flugzeug und Besatzung

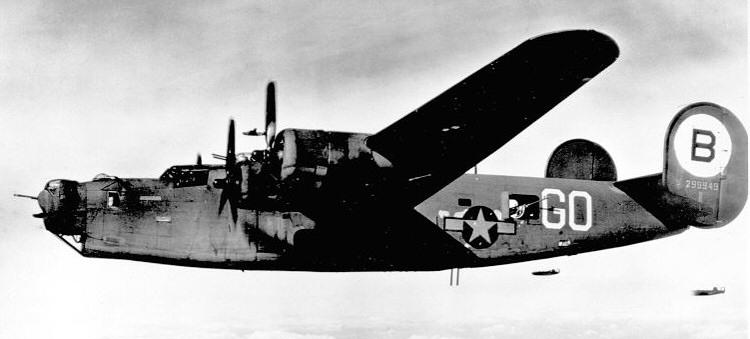
Eine B-24J „Liberator“ als Typ des abgeschossenen Flugzeuges

Der Bomber gehörte zur 491. Bombergruppe des 853. Bomberschwadrons der Eighth Air Force. 
Zur Besatzung gehörten:
- Dean B. Strain, Pilot
- Joe F. Blair, Co-Pilot
- David A. LePitre, Navigator, Pilot
- Joseph E. Willoughby, Navigator
- Michael J. Delaney, Navigator
- Justus M. Swenson, Beobachter
- William E. Neigh, Funker
- Franklin R. Roberts, Bombenschütze
- Theron S. Wimett, MG-Schütze
- John A. Hudson, MG-Schütze
- John E. Turner, MG-Schütze Hauptturm
- Arnold S. Jackson, MG-Schütze

## Untersuchungen

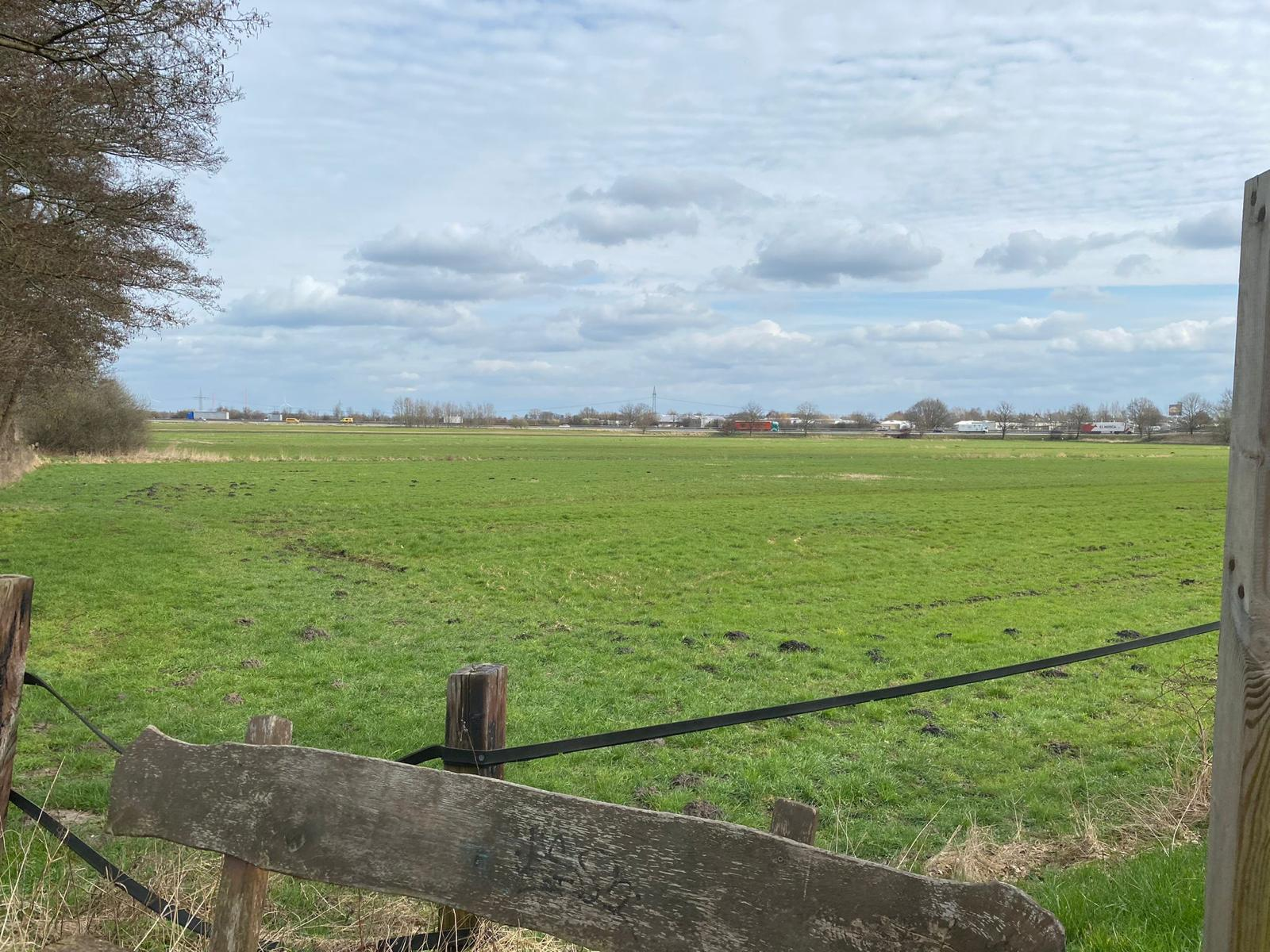
Blick auf die Absturzstelle auf Wiesengelände

Nach dem Absturz barg die Wehrmacht noch 1945 größere Wrackteile der Maschine. Unmittelbar nach Kriegsende wurden die sterblichen Überreste der Besatzungsmitglieder von US-amerikanischem Militär geborgen.
Seit 2016 untersucht und lokalisiert das Archäologische Museum Hamburg Orte im Landkreis Harburg, an denen im Zweiten Weltkrieg Kampfflugzeuge abgestürzt sind. 2012 begann das Museum anhand eines Fotos aus dem Internet mit der Suche nach der Absturzstelle des amerikanischen B-24 Bombers mit der Seriennummer 42-51481. Bei der Recherche wurden auch Zeitzeugen vor Ort befragt, darunter ein Augenzeuge des Absturzes.
Nach der Lokalisation der Absturzstelle auf einem Wiesengelände bei Meckelfeld erfolgte wegen der hohen Kosten keine Ausgrabung des Wracks. Bei der oberflächlichen Absuche des Geländes mit der Metallsonde ließen sich trotz der Bergungsarbeiten von 1945 noch rund 2000 Objekte finden. Dazu zählen zwei Sauerstofftanks, eine Splitterschutzweste sowie eine Morphiumspritze, die zu einem Fallschirm der Flieger gehörte. Anhand von zwei Armbändern aus Metall mit den eingravierten Namen von Crew-Mitgliedern ließ sich die Maschine eindeutig identifizieren. Die Untersuchungsergebnisse des Archäologischen Museums Hamburg wurden 2022 bei einer Veranstaltung in der Wassermühle Karoxbostel öffentlich vorgestellt.

## Gedenken

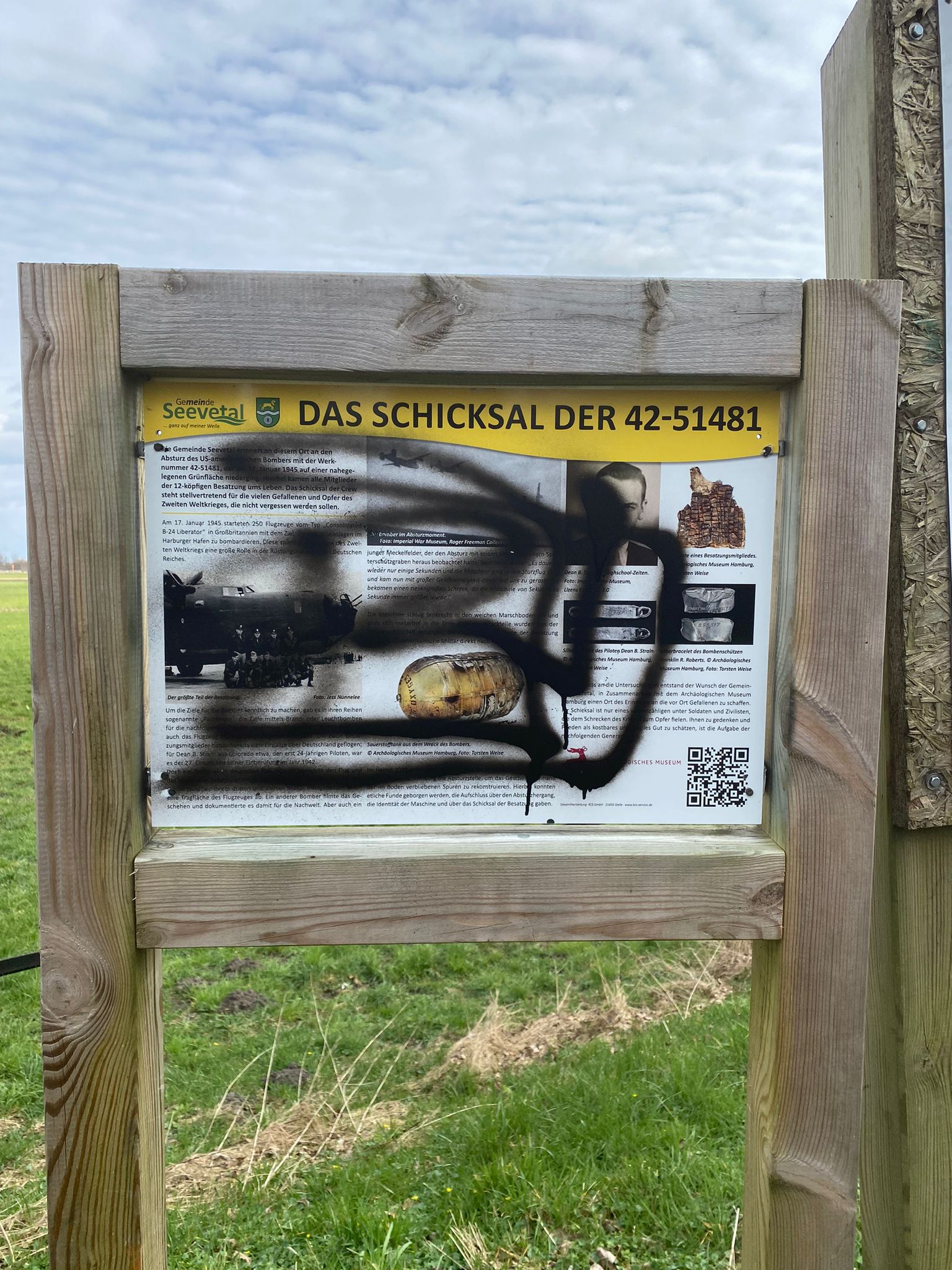
Die Gedenktafel nach Vandalismus, 2024

Nach Abschluss der Untersuchungen entschloss sich die Gemeinde Seevetal, einen Ort des Erinnerns für die beim Absturz ums Leben gekommenen Besatzungsmitglieder zu schaffen. Eine Gedenktafel sollte über das Schicksal der Besatzung informieren, stellvertretend für die vielen Gefallenen und Opfer des Zweiten Weltkrieges. Die Gemeinde entwarf die Tafel in Zusammenarbeit mit dem Archäologischen Museum Hamburg. Sie wurde am 17. Januar 2023, dem 78. Jahrestag des Absturzes, an der Absturzstelle aufgestellt. Die Gedenktafel ist die erste ihrer Art im Landkreis Harburg. Kurz nach der Aufstellung beschädigten Unbekannte die Gedenktafel 2023 durch das Beschmieren mit Farbe. Die Gemeinde Seevetal ließ prüfen, ob es sich um eine politisch motivierte Straftat handelte.